# ليان هاريسون
ليان هاريسون (بالإنجليزية: Leanne Harrison)‏ هي لاعبة كرة مضرب أسترالية، ولدت في 10 أبريل 1958 في Mount Evelyn, Victoria ‏ في أستراليا.

## وصلات خارجية
- ليان هاريسون على موقع رابطة محترفات التنس (الإنجليزية)
- ليان هاريسون على موقع الاتحاد الدولي لكرة المضرب (الإنجليزية)
- ليان هاريسون على موقع خلاصة التنس.كوم (الإنجليزية)